# Fighting Network Rings
Fighting Network Rings, registrata anche come RINGS, è un'organizzazione giapponese di sport da combattimento con base a Tokyo.
La promozione ha vissuto differenti fasi intervallate da fallimenti, rinascite e cambi di prodotto: dalla sua nascita, avvenuta nel 1991, al 1995 è stata una federazione di puroresu, mentre dal 1995 al 2002 era una delle maggiori promozioni di arti marziali miste al mondo; fallita nel 2002, venne rigenerata nel 2008 con il nome Rings: The Outsider, ma negli anni precedenti alla rinascita proseguì nell'organizzare eventi fuori dal Giappone.

## Storia
RINGS venne fondata l'11 maggio 1991 dal wrestler giapponese Akira Maeda in seguito al crollo della Newborn UWF di puroresu: infatti RINGS nacque come federazione di wrestling professionistico in parallelo alla UWF International, tutte e due sorte dalle ceneri della precedente UWF.
RINGS si ispirava in parte alla NWA con l'elemento nazionalistico fortemente presente, in quanto spesso i lottatori stranieri venivano introdotti come tali e combattevano contro i beniamini giapponesi, e nel torneo Mega Battle Tournament 1998 a partecipare furono squadre di lottatori rappresentanti le varie nazioni.
Il roster dell'organizzazione stessa era inizialmente formato in gran parte da pro-wrestler giapponesi, artisti marziali e kickboxer olandesi, praticanti di sambo russi ed ex olimpionici di lotta libera e judo georgiani.
Benché i vertici dell'organizzazione dichiararono sempre che i risultati dei match non erano pilotati la promozione vide riconoscere i propri incontri come effettivi combattimenti di arti marziali miste solamente dal 1995, anno che quindi rappresentò l'inizio di carriera nelle MMA per molte delle stelle nate e cresciute nella RINGS e al tempo molto popolari in Giappone come Akira Maeda, Volk Han e Dick Vrij; per i precedenti incontri dal 1991 al 1995 si preferì descriverli come match di shootfighting o di puroresu.
Nel 1998 la star della promozione e fondatore Akira Maeda si ritirò dall'attività agonistica e sempre in quel periodo la UWF International cessò la propria attività e si assistette alla nascita e crescita della forte organizzazione di arti marziali miste Pride: fu l'inizio del declino per la RINGS che cessò la propria attività il 15 febbraio 2002.
Dopo il fallimento una parte dei lottatori del roster tornò a praticare puroresu, mentre coloro che preferirono proseguire con le MMA trovarono spazio nella Pride o nella ZST, sorta nel novembre di quell'anno; il brand RINGS venne comunque utilizzato negli anni a seguire per organizzare eventi prevalentemente nei Paesi Bassi ed in Lituania.
Tuttavia Akira Maeda rimase nel mondo degli sport da combattimento come dipendente della FEG, e a seguito del fallimento della Hero's avvenuto nel 2008 prese la decisione di ravvivare il marchio RINGS con il nuovo banner Rings: The Outsider, che nel 2012 ottenne la collaborazione da parte di ZST.
Rings: The Outsider dal 2014 prevede anche divisioni femminili.

### Paesi ospitanti
Sul modello dell'altra promozione nipponica Shooto anche la RINGS organizzava di frequente eventi in altre nazioni, dando la possibilità ai talenti locali di esibirsi, e nel momento di stallo tra il 2002 ed il 2008 organizzò solamente eventi lontani dal paese del sol levante.
I paesi che finora hanno ospitato eventi RINGS sono:
- Giappone
- Paesi Bassi
- Russia (dal 1998)
- Australia (dal 1998)
- Georgia (dal 1999)
- Stati Uniti (dal 2000)
- Lituania (dal 2000)
- Irlanda (dal 2005)

## Regole
Il regolamento che RINGS prevedeva dagli anni novanta era molto simile a quello dell'altra promozione nipponica Pancrase.
Alcuni punti cruciali di tale regolamento erano:
- gli incontri possono consistere di un unico round di 30 minuti o essere articolati in 5 round da 3 minuti l'uno
- ogni lottatore parte con un totale di 5 punti
  - se un lottatore è vittima di una sottomissione e tocca le corde questo viene liberato e viene contata una fuga: con due fughe effettuate nello stesso round si perde un punto
  - se un lottatore viene messo KO dall'avversario scatta una conta di 10 secondi: se il lottatore risponde alla conta riprende a combattere e perde un punto
- un incontro può terminare prima del tempo se un lottatore viene sottomesso e dichiara la resa, se viene messo KO e non risponde alla conta oppure se tale lottatore perde tutti i punti
- se si arriva alla distanza vince il lottatore che ha avanzato il maggior numero di punti; se entrambi i lottatori hanno il medesimo numero di punti l'incontro termina in pareggio

La promozione utilizza il classico ring da pugilato.

## Campioni finali

### Detentori delle cinture
| Divisione         | Limite superiore di peso (in chili) | Campione          | Dal            | Difese |
| ----------------- | ----------------------------------- | ----------------- | -------------- | ------ |
| Openweight        | -                                   | Fedor Emelianenko | 11 agosto 2001 | 0      |
| Pesi Mediomassimi | 95                                  | Masayuki Naruse   | 13 agosto 1997 | 0      |
| Pesi Medi         | 85                                  | Ricardo Arona     | 11 agosto 2001 | 0      |

### Finalisti dei tornei
| Anno/classe di peso            | Vincitore                                                   | Finalista                                      | Evento                                         |
| ------------------------------ | ----------------------------------------------------------- | ---------------------------------------------- | ---------------------------------------------- |
| 1992 Mega Battle               | Chris Dolman                                                | Akira Maeda                                    | Rings Holland: Free Fight                      |
| 1993 Mega Battle               | Akira Maeda                                                 | Tariel Bitsadze                                | Rings: Budokan Hall 1994                       |
| 1994 Mega Battle               | Volk Han                                                    | Akira Maeda                                    | Rings: Budokan Hall 1995                       |
| 1995 Mega Battle               | Akira Maeda                                                 | Yoshihisa Yamamoto                             | Rings: Budokan Hall 1996                       |
| 1996 Mega Battle               | Volk Han                                                    | Kiyoshi Tamura                                 | Rings: Budokan Hall 1997                       |
| 1997 Pesi Mediomassimi         | Masayuki Naruse                                             | Chris Haseman                                  | Rings: Extension Fighting 6                    |
| 1997 Mega Battle               | Kiyoshi Tamura                                              | Mikhail Ilyukhin                               | Rings: Battle Dimensions Tournament 1997 Final |
| 1998 Mega Battle               | Georgia Tariel Bitsadze Ameran Bitsadze Zaza Tkeshelashvili | Paesi Bassi Hans Nijman Dick Vrij Joop Kasteel | Rings: Mega battle Tournament 1998             |
| 1999 King of Kings             | Dan Henderson                                               | Renato Sobral                                  | Rings: King of Kings 1999 Final                |
| 2000 King of Kings             | Antônio Rodrigo Nogueira                                    | Valentijn Overeem                              | Rings: King of Kings 2000 Final                |
| 2000 Rising Stars Pesi Massimi | Bobby Hoffman                                               | Aaron Brink                                    | Rings USA: Rising Stars Final                  |
| 2000 Rising Stars Pesi Medi    | Jeremy Horn                                                 | Chris Haseman                                  | Rings USA: Rising Stars Final                  |
| 2001 Pesi Medi                 | Ricardo Arona                                               | Gustavo Machado                                | Rings: 10th Anniversary                        |
| 2001 Openweight                | Fedor Emelianenko                                           | Bobby Hoffman                                  | Rings: 10th Anniversary                        |
| 2001 Absolute Class            | Fedor Emelianenko                                           | Chris Haseman                                  | Rings: World Title Series Grand Final          |

## Altri lottatori di rilievo
- Randy Couture
- Matt Hughes
- Masakatsu Funaki
- Dan Severn
- Frank Shamrock
- Semmy Schilt
- Alistair Overeem
- Gegard Mousasi
- Dave Menne
- Maurice Smith
- Elvis Sinosic
- Cheick Kongo
- Tony Halme
- Pat Miletich
- Sergei Kharitonov

## RINGS nei videogiochi
- Sougou Kakutougi: Astral Bout: videogioco di tipo picchiaduro per Super Nintendo sviluppato dalla A-Wave e distribuito dalla King Records nel 1992; RINGS venne pubblicizzata nel prodotto come in tutti e due i sequel di tale gioco, ma nel videogioco in questione i lottatori selezionabili non sono ispirati a quelli dell'allora roster RINGS.
- Sougou Kakutougi: Astral Bout 2 - The Total Fighters: videogioco di tipo picchiaduro per Super Nintendo sviluppato dalla A-Wave e distribuito dalla King Records nel 1994; i personaggi selezionabili sono ispirati ai lottatori RINGS del tempo ma con nomi storpiati o totalmente differenti ad eccezione di Akira Maeda.
- Sougou Kakutougi Rings: Astral Bout 3: videogioco di tipo picchiaduro per Super Nintendo sviluppato dalla A-Wave e distribuito dalla King Records nel 1995; i personaggi selezionabili sono ispirati ai lottatori RINGS del tempo ma con nomi storpiati o totalmente differenti a parte gli atleti giapponesi presenti.
- Fighting Network Rings: videogioco di tipo picchiaduro per PlayStation pubblicato dalla Naxat Soft nel 1997, anch'esso con i reali lottatori RINGS del tempo.